# Lissonotus simplex
Lissonotus simplex là một loài bọ cánh cứng trong họ Cerambycidae.